# Growth hormone-releasing hormone
Growth hormone-releasing hormone (GHRH), letterlijk groeihormoonvrijmakend hormoon, ook wel somatocrinine, is een hormoon dat wordt geproduceerd in de nucleus arcuatus van de hypothalamus. GHRH zet de voorkwab van de hypofyse aan om groeihormoon te gaan produceren.
GHRH wordt tussen de 18de en 29ste week van de zwangerschap voor het eerst aangemaakt door de foetus, waarna ook de productie van het groeihormoon op gang komt.
De werking van GHRH wordt tegengegaan door somatostatine, een ander hormoon dat door de hypothalamus wordt aangemaakt. Bij gezonde mensen zijn de verhoudingen tussen deze twee hormonen in balans.